# Journal of Common Market Studies
Le JCMS : Journal of Common Market Studies est une revue académique bimestrielle à comité de lecture. Fondée en 1962, elle couvre la politique et l'économie de l'intégration européenne, se concentrant principalement sur les développements au sein de l' Union européenne, la politique européenne au sens large et le régionalisme comparatif (politique).

## Comité
Elle est publiée par John Wiley & Sons au nom de l'UACES (Academic Association for Contemporary European Studies). Les rédacteurs en chef sont Toni Haastrup (université de Stirling) et Richard Whitman (université du Kent), les coéditeurs sont Heather MacRae Université York), Annick Masselot (Université de Canterbury), Mills Soko (Université de Witwatersrand) et Alasdair R. Young (Institut de technologie de Géorgie).

## Résumé et indexation
La revue est résumée et indexée dans :
- ABI/INFORM
- CAB Abstracts
- CSA Biological Sciences Database
- CSA Environmental Sciences & Pollution Management Database
- Current Contents/Social & Behavioral Sciences
- EconLit
- International Bibliography of the Social Sciences
- InfoTrac
- International Political Science Abstracts
- Research Papers in Economics
- Scopus
- Social Sciences Citation Index
- Worldwide Political Sciences Abstracts

Selon le Journal Citation Reports, la revue a un facteur d'impact en 2020 de 3,990, la classant 29e sur 183 revues dans la catégorie « Sciences politiques », 12e sur 95 revues dans la catégorie « Relations internationales » et 64e sur 378 revues. dans la catégorie "Économie".